# Les Républicains
Les Républicains (LR, deutsch Die Republikaner, bis Ende Mai 2015 Union pour un mouvement populaire, UMP, deutsch Union für eine Volksbewegung) ist eine politische Partei in Frankreich, die im Jahr 2002 aus mehreren Parteien des Mitte-rechts-Spektrums hervorgegangen ist. Sie steht zum Teil in der Traditionslinie des Gaullismus, beinhaltet zudem konservative, christdemokratische und liberale Strömungen. Les Républicains gehören der Europäischen Volkspartei und der Zentristisch Demokratischen Internationale an, einem weltweiten Forum christdemokratischer Parteien. Die Partei stellte seit ihrer Gründung im Jahr 2002 bis 2012 mit Jacques Chirac und Nicolas Sarkozy den Staatspräsidenten. Von Mai 2017 bis zu dessen Parteiausschluss Ende Oktober 2017 stellte die Partei mit Édouard Philippe den Premierminister.

## Geschichte

### Vorläufer
Ab den 1970er-Jahren gab es in Frankreich zwei größere Parteien rechts der Mitte: das von Jacques Chirac gegründete gaullistisch geprägte Rassemblement pour la République (RPR) und die von Valéry Giscard d’Estaing initiierte Union pour la démocratie française (UDF), die ursprünglich ein Bündnis kleinerer bürgerlicher Parteien war. Beide trafen jedoch bei den meisten Wahlen Absprachen, um ihre Siegchancen zu erhöhen und einen Sieg linker Kandidaten zu verhindern. Von 1990 bis 1995 bestand die Union pour la France (UPF) als Dachverband zur Koordinierung der gemeinsamen Wahlkampagnen.
Die ideologischen Trennlinien zwischen RPR und UDF verschwammen im Laufe der Zeit. Das zunächst eher souveränistische und dirigistische RPR nahm unter Chirac eine zunehmend pro-europäische und wirtschaftsliberale Linie an, wie sie auch Teile der UDF vertraten. Bereits 1989 sprachen sich in einer Umfrage 71 % der Anhänger von RPR und UDF für eine einzige Partei rechts der Mitte, mit mehreren innerparteilichen Strömungen, aus. Zur Präsidentschaftswahl 1995 traten Jacques Chirac und Édouard Balladur an, beides Mitglieder des RPR, die jeweils Unterstützer in der eigenen Partei wie auch in der UDF hatten. Chirac gewann die Wahl. Die souveränistischen und EU-skeptischen Flügel der UDF und RPR spalteten sich 1994 bzw. 1999 ab. Der wirtschaftsliberale Flügel der UDF trennte sich 1997/98 als Démocratie libérale ab, blieb aber mit dem RPR verbündet.
Ab Ende der 1990er-Jahre gab es mehrere Versuche, die Mitte-rechts-Parteien im Hinblick auf die nächste Präsidentschaftswahl zu vereinen. Die 1998 von den damaligen Parteivorsitzenden Philippe Séguin (RPR) und François Léotard (UDF) initiierte Alliance war eine Totgeburt, weil beide nicht zu den Anhängern, sondern eher zu den Rivalen des Staatspräsidenten Chirac gehörten.
François Bayrou, der 1998 die Führung der UDF übernahm, versuchte dann, seine Partei unabhängiger vom RPR zu machen. Die im April 2001 gegründete Union en mouvement (UEM) – mit dem UDF-Politiker Renaud Dutreil als Vorsitzenden und Hervé Gaymard (RPR) als Generalsekretär – hatte hingegen die Sympathie Chiracs. Die meisten führenden RPR-Vertreter erklärten jedoch anlässlich des 25. Jubiläums der Partei im Dezember 2001, an ihrer bisherigen Partei festhalten zu wollen.

### Gründung und Präsidentschaft Chirac (2002 bis 2007)

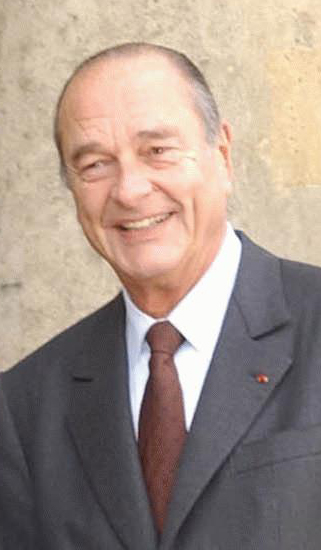
Jacques Chirac

Mit dem Heranrücken der Präsidentschaftswahl kam es im Februar 2002 zum Neustart der Union en mouvement, zwar nicht als einheitliche Partei, aber als Bündnis zur Unterstützung einer zweiten Amtszeit für Chirac, diesmal mit breiter Unterstützung aus RPR, Démocratie libérale und Teilen der UDF (deren Vorsitzender François Bayrou unterdessen eine eigene Kandidatur verfolgte). Dennoch erzielte Chirac im ersten Wahlgang am 21. April 2002 lediglich 19,88 % der Stimmen. Er erreichte damit aber als Führender die Stichwahl, in die als Zweiter überraschend Jean-Marie Le Pen vom rechtsextremen Front national einzog.
Zwei Tage später wurde die UEM in die Union pour la majorité présidentielle (UMP; „Union für die Mehrheit des Präsidenten“) umgewandelt. Diese sollte die bürgerlichen Wähler für den zweiten Wahlgang sowie die folgenden Parlamentswahlen sammeln. Chirac gewann die Stichwahl gegen Le Pen mit 82 Prozent. Anschließend ernannte er Jean-Pierre Raffarin zum Premierminister, der nicht aus der RPR, sondern aus der Démocratie libérale kam – für manche Gaullisten war dies eine Zumutung. Bei der Parlamentswahl sollte es in allen Wahlkreisen nur noch einen einzigen UMP-Kandidaten und anschließend eine gemeinsame Fraktion in der Nationalversammlung geben. Die Disziplin der UMP-Kandidaten zahlte sich aus: Das Bündnis gewann eine breite Mehrheit von 369 der 577 Sitze; das Bündnis stand somit in der Traditionslinie des Gaullismus, beinhaltete aber auch konservative, christdemokratische und liberale Strömungen. Der Rumpf der UDF unter François Bayrou, der sich nicht an der UMP beteiligen wollte, fiel dagegen auf 22 Sitze zurück. Die anschließend gebildete Parlamentsfraktion wurde von Jacques Barrot (einem ehemaligen UDF-Mitglied) geführt.
Der Gründungsparteitag der UMP wurde am 17. November 2002 abgehalten. Da der ursprüngliche Name nur auf ein strategisches Nahziel abstellte, wurde er in Union pour un Mouvement Populaire (Union für eine Volksbewegung) geändert. Die Vorgängerparteien RPR und DL lösten sich damit auf. Kleinere Parteien wie die Parti radical valoisien blieben eigenständige, mit der UMP assoziierte Organisationen. Der ehemalige Premierminister und RPR-Vorsitzende Alain Juppé wurde Vorsitzender (président) der UMP, der Bürgermeister von Marseille Jean-Claude Gaudin (Ex-DL) sein Stellvertreter und Philippe Douste-Blazy (Ex-UDF) Generalsekretär. Im 31-köpfigen Vorstand wurde das Verhältnis zwischen Mitgliedern der Vorgängerparteien genau ausbalanciert: 15 kamen aus dem RPR, 9 aus der UDF und 7 aus der DL.
Geprägt waren die ersten Jahre vor allem durch die Auseinandersetzungen zwischen den Anhängern Jacques Chiracs (vor allem Dominique de Villepin) und den Anhängern Nicolas Sarkozys.
Beim ersten Härtetest seit den Wahlsiegen 2002 erlitt die UMP eine schwere Niederlage bei den Regionalwahlen 2004 (Verluste in 20 von 22 Regionen). Auch bei den Wahlen zum Europäischen Parlament im gleichen Jahr schnitt die Partei enttäuschend ab. Angetreten mit dem Anspruch, die gesamte politische Rechte zu vertreten, konnte sie nur 17 Prozent der Wählerstimmen auf sich vereinigen, während der stärkste Konkurrent, die Sozialistische Partei (PS), 29 Prozent der Wählerstimmen erhielt.
Nach einer Verurteilung wegen Vorteilsnahme trat Juppé am 16. Juli 2004 als Parteivorsitzender zurück. Auf dem darauf folgenden Parteitag in Le Bourget wurde Nicolas Sarkozy zu seinem Nachfolger gewählt. Dieser setzte sich auch im innerparteilichen Wettstreit um die Präsidentschaftskandidatur 2007 gegen Jacques Chirac (der erst am 11. März 2007, gut einen Monat vor dem ersten Wahlgang endgültig erklärte, nicht wieder zu kandidieren) und Dominique de Villepin durch. Letzterer verzichtete infolge der Clearstream-Affäre auf eine eigene Bewerbung. Bei seiner Nominierung am 14. Januar 2007 war Sarkozy einziger Bewerber.

### Präsidentschaft Sarkozy (2007 bis 2012)

Nicolas Sarkozy

Bei der Präsidentschaftswahl im Mai 2007 errang Nicolas Sarkozy den Sieg gegen die sozialistische Gegenkandidatin Ségolène Royal. Bei den unmittelbar folgenden Parlamentswahlen im Juni verteidigte die UMP die Mehrheit in der Nationalversammlung, verlor allerdings 49 Mandate.
Sarkozy trat nach seinem Sieg bei der Präsidentschaftswahl 2007 vom Amt des Parteipräsidenten zurück. Nach einer Satzungsreform vom 7. Juli 2007 bleibt das Amt des Parteipräsidenten unbesetzt, wenn der Amtsinhaber zum Staatspräsidenten gewählt wird; die Funktionen werden dann vom Generalsekretär (Secrétaire général) ausgeübt. Dieses Amt wechselte in vergleichsweise schneller Folge von Pierre Méhaignerie (dieser hatte das Amt bereits 2004 noch unter dem Parteivorsitzenden Sarkozy angetreten und übte es bis November 2007 aus) über Patrick Devedjian (November 2007 bis Dezember 2008) und Xavier Bertrand (Dezember 2008 bis November 2010) zu Jean-François Copé (November 2010 bis November 2012).
Bei den Kommunal- und Kantonalwahlen 2008 erlitt die Partei mit ihren Bündnispartnern erneut eine Niederlage. Sie verlor unter anderem die Mehrheit in zehn Großstädten und in acht Départements.
Bei der Europawahl 2009 gewann die UMP – auch hier in einem Parteibündnis angetreten – über 11 Prozentpunkte gegenüber der Wahl 2004 hinzu und wurde mit großem Abstand vor den Sozialisten und den Grünen stärkste Partei.
Bei den Regionalwahlen 2010 dagegen konnte die UMP das schlechte Ergebnis von 2004 nicht verbessern, sondern verlor auch noch Korsika an die Linke und regierte damit bei den europäischen Regionen nur noch im Elsass. In Übersee konnte sie Guyana und Réunion gewinnen.
Nach einer weiteren Niederlage der UMP und der mit ihr verbundenen Parteien bei den Kantonalwahlen 2011 verlor die majorité présidentielle 2011 auch die Mehrheit im französischen Senat an die politische Linke.
Am 6. Mai 2012 verlor der Kandidat der UMP und amtierende Präsident Nicolas Sarkozy die Stichwahl um das Präsidentenamt gegen den Sozialisten François Hollande. Auch die darauffolgenden Parlamentswahlen im Juni verlor die UMP mit ihren Bündnispartnern. Erstmals in ihrer Geschichte befindet sich die Partei damit in der Opposition.

### Opposition (seit 2012)

Jean-François Copé und François Fillon

Nach dem Rückzug Sarkozys aus der Politik wählte die UMP am 18. November 2012 in einer Urwahl eine neue Parteiführung. Es bewarben sich der Generalsekretär und kommissarische Parteivorsitzende Jean-François Copé und der ehemalige Premierminister François Fillon. Die ehemaligen Minister der Regierung Sarkozy Nathalie Kosciusko-Morizet und Bruno Le Maire sowie der Abgeordnete Henri Guaino hatten eine Kandidatur angekündigt, erreichten aber nicht die notwendigen Unterstützerunterschriften. Der ehemalige Parteivorsitzende Alain Juppé hatte zunächst erklärt, als Konsenskandidat für die Parteiführung zur Verfügung zu stehen, schloss aber am 27. August 2012 eine Kandidatur endgültig aus. Die Wahl gewann Jean-François Copé mit einem sehr knappen Vorsprung von 98 Stimmen.
Als Vizepräsident benannte er Luc Chatel, als Generalsekretärin Michèle Tabarot.
Fillon erkannte das Ergebnis unmittelbar nach der Verkündigung zunächst an. Kurz darauf forderte er aber eine Korrektur des Wahlergebnisses, weil die Stimmen aus drei Überseeregionen nicht gewertet worden seien und er bei deren Berücksichtigung gewonnen habe. Die zuständige Wahlkommission gestand den Fehler ein, erklärte aber gleichzeitig, das verkündete Ergebnis nicht mehr verändern zu dürfen, dies müsse durch die Schiedskommission erfolgen. Das Lager um Copé reagierte auf die Forderung Fillons mit Vorwürfen, das Lager um Fillon habe in mehreren Wahlbezirken Wahlbetrug begangen. Der Versuch einer Vermittlung durch Alain Juppé scheiterte.
Die Schiedskommission der UMP erklärte am 26. November Copé zum Wahlsieger, mit einem korrigierten Vorsprung von 952 Stimmen. Fillon bezeichnete die Entscheidung der Kommission als „illegal“ und warf Copé einen „Putsch“ vor.
Am 27. November 2012 führte der Streit zur Spaltung der Fraktion der UMP in der Nationalversammlung: 68 Abgeordnete, gut ein Drittel der bisherigen Fraktion, gründeten die Fraktion Rassemblement-UMP unter Führung von François Fillon. Diese Abgeordneten kündigten gleichzeitig an, wieder in die Fraktion der UMP zurückzukehren, wenn die Parteiführung neu gewählt würde. Am 16. und 18. Dezember 2012 einigten sich die beiden Kontrahenten unter Vermittlung von Jean-Pierre Raffarin darauf, dass die Parteiführung vor Beginn der Parlamentsperiode 2013/14, also voraussichtlich im September 2013, neu gewählt werden solle. Bis dahin sollten von einer unabhängigen Kommission die Statuten überarbeitet werden und Anfang Januar 2013 die Parteiführung um einen zusätzlichen stellvertretenden Parteivorsitzenden und einen stellvertretenden Generalsekretär erweitert werden, die dem Lager Fillons angehören sollten. Im Gegenzug werde die Fraktion R-UMP aufgelöst und ihre Abgeordneten würden wieder in die offizielle Fraktion der UMP zurückkehren.
Am 15. Januar 2013 veränderte die UMP entsprechend der Vereinbarung zwischen Copé und Fillon ihre Parteiführung: Ihr gehörten nun neben dem eigentlich vorgesehenen engeren Team aus Parteipräsident (Jean-François Copé), Vizepräsident (Luc Chatel) und Generalsekretärin (Michèle Tabarot) fünf weitere Vizepräsidenten (Christian Karembeu, Jean-Claude Gaudin, Brice Hortefeux, Roger Karoutchi und Laurent Wauquiez) sowie eine „beauftragte“ Generalsekretärin (Valérie Pécresse) an. Gleichzeitig kehrten die Mitglieder der Fraktion Rassemblement-UMP in der Nationalversammlung wieder in die Fraktion der UMP zurück.
Im Nachgang zur Präsidentschaftswahl 2012 wurde die UMP von mehreren Affären erschüttert, die meist die Finanzierung des Wahlkampfes betrafen. Zunächst erklärte die Kommission zur Wahlkampfkostenerstattung die Abrechnung des Wahlkampfs von Sarkozy für ungültig, weil die Kostenobergrenze überschritten worden sei; dabei rechnete die Kommission anders als die Kampagnenleitung Sarkozys Ausgaben vor Sarkozys offizieller Kandidaturerklärung dem Wahlkampf zu. Die verhängte Rückzahlung von 11 Millionen Euro Wahlkampfkostenerstattung brachte die bereits hoch verschuldete UMP an den Rand der Zahlungsunfähigkeit, die nur durch einen erfolgreichen Spendenaufruf vermieden werden konnte, der die 11 Millionen einbrachte. Noch größeres Ausmaß erreichte die im Frühjahr 2014 aufgekommene Affäre Bygmalion: Hier wird der UMP und führenden ihrer Mitglieder vorgeworfen, dass durch falsche bzw. überhöhte Rechnungen der Werbeagentur Bygmalion an die UMP tatsächlich Kosten abgerechnet worden seien, die vom Wahlkampfkomitee Sarkozys hätten beglichen werden müssen. Dadurch seien diese Kosten nicht in der Buchhaltung der Wahlkampagne aufgetaucht, um so die Obergrenze für Wahlkampfausgaben nicht zu überschreiten. Nach Recherchen der Zeitung Libération sollen so 18 Millionen Euro verschleiert worden sein.
Am 27. Mai 2014 trat die gesamte Parteiführung wegen der Affäre Bygmalion zurück. Am 10. Juni 2014 beschloss der Parteivorstand, Parteichef Jean-François Copé bis zu einem außerordentlichen Parteitag durch eine Troika der ehemaligen Premiers Alain Juppé, Jean-Pierre Raffarin und François Fillon zu ersetzen.
Bei den Wahlen seit 2012 erzielte die UMP gemischte Ergebnisse. Bei den Kommunalwahlen 2014 gewann sie mit ihren Bündnispartnern der Rechten zahlreiche Gemeinden von der Linken zurück, darunter 10 Großstädte; die symbolisch wichtige Wahl in Paris verlor die UMP mit ihrer Kandidatin Nathalie Kosciusko-Morizet allerdings deutlich. Bei den Europawahlen dagegen verlor die UMP an Stimmen und erreichte mit 20 Prozent nur den zweiten Platz hinter dem Front National; sie konnte aber die Sozialisten deutlich distanzieren. Bei den Senatswahlen 2014 gewann die UMP 14 Sitze hinzu, die Rechte insgesamt holte nach dem Verlust von 2011 die Mehrheit im Senat zurück. Bei den Départementalwahlen konnte die Rechte insgesamt die Präsidentschaft in 26 Départements hinzugewinnen, die UMP selbst stellte nun in 44 Départements (zuvor 24) den Präsidenten des Départementrats.
Nicolas Sarkozy trat im Zuge der Führungskrise in der Partei Ende 2014 wieder in die Politik und zur Wahl des UMP-Vorsitzenden an. Er setzte sich mit einem Ergebnis von 65 % gegen Bruno Le Maire (30 %) durch. Sarkozy verband seine Bewerbung mit einer Überarbeitung der Statuten und einer Umbenennung der Partei, um der drohenden Konkurrenz durch den rechtsextremen Front National zu begegnen. Die Namensänderung in Les Républicains wurde in einer Urabstimmung im Mai 2015 mit 83 Prozent der Stimmen (bei einer Beteiligung von 47 Prozent) angenommen, die neuen Statuten, die unter anderem offene Vorwahlen für die Ermittlung des Präsidentschaftskandidaten und eine Abschaffung der Strömungen enthielten, mit 96 Prozent.
Der neue Name löste in Frankreich gesellschaftliche und juristische Auseinandersetzungen aus. Wesentliches Argument der gesellschaftlichen Auseinandersetzung war, dass der Name der Partei einen Alleinvertretungsanspruch auf die Werte der Republik symbolisiere. Verstärkt wurde diese Auseinandersetzung durch eine Aussage Sarkozys, die Sozialisten seien zuerst Sozialisten und erst danach Republikaner; der sozialistische Staatssekretär Thierry Mandon antwortete darauf, dies sei das erste Mal, dass der Begriff Republikaner zur Spaltung eingesetzt werde. Vier Parteien bzw. Vereinigungen der Linken sowie 143 Einzelpersonen, darunter die früheren Minister Jean-Louis Bianco und Christian Sautter, erhoben Klage gegen den neuen Namen. In der ersten Instanz wurden ihre Klage sowie ein Eilantrag abgewiesen, am 24. September 2015 wies auch die Berufungsinstanz den Eilantrag zurück.
Während der Regionalwahlen 2015 kam es zu Auseinandersetzungen innerhalb der LR, insbesondere um den Umgang mit dem Front National vor dem zweiten Wahlgang. Die Vizepräsidentin Nathalie Kosciusko-Morizet kritisierte dabei die Strategie des Ni-Ni von Sarkozy, weder eine Absprache mit dem Front National, um gemeinsam die Linke zu schlagen, noch mit der Linken zur Verhinderung eines Sieges des FN treffen zu wollen. Nach dem zweiten Wahlgang kündigte daraufhin Sarkozy die Entlassung von Kosciusko-Morizet aus der Parteiführung an. Einen Tag später trat Kosciusko-Morizet zurück und wurde durch Laurent Wauquiez ersetzt. Kosciusko-Morizet kommentierte ihren Abgang mit Vorwürfen gegen Sarkozy, wobei sie Unterstützung unter anderem bei Alain Juppé, dem stärksten innerparteilichen Gegenspieler von Sarkozy, fand.
Die Regionalwahlen selbst konnten die LR als bescheidenen Erfolg verbuchen: Im Gesamtergebnis für Frankreich wurden ihre Listen im ersten Wahlgang vom Front National geschlagen, die LR konnte aber ihrerseits die Sozialisten und ihre Bündnispartner klar distanzieren. Im zweiten Wahlgang erreichten die Listen der Vereinigten Rechten über 40 Prozent der Stimmen und die Mehrheit in 7 der 13 Regionen des europäischen Frankreichs – darunter in langjährigen linken Hochburgen wie Hauts-de-France und in der Île-de-France – profitierte dabei aber auch vom Rückzug der Sozialisten in zwei Regionen, um dort einen Sieg des Front National zu verhindern. Im Endeffekt gewann der Front National keine der Regionen.

### Präsidentschaftswahl 2017 und Folgen

Laurent Wauquiez

Für die Bestimmung des Präsidentschaftskandidaten 2017 führten die Republikaner erstmals eine offene Vorwahl (Primaire ouverte de la Droite et du Centre) durch, bei der insgesamt sieben Mitglieder der LR und ein Kandidat einer anderen Partei antraten und alle wahlberechtigten Bürger abstimmen durften. Von den vier Millionen Wählern bezeichneten sich einer Umfrage zufolge 15 % als politisch links. Da sich auch Nicolas Sarkozy bewarb, legte er die Präsidentschaft der Republikaner nieder; er wurde vorübergehend durch den bisherigen ersten Vizepräsidenten Laurent Wauquiez ersetzt. Mit seinem überraschenden Scheitern in der ersten Runde, in der er mit 21 % nur den dritten Platz belegte, endete zum zweiten Mal seine politische Karriere. Vor ihm erreichten François Fillon (44 %) und Alain Juppé (28 %) die Stichwahl, in der sich Fillon durchsetzte. Er erhielt zwei Drittel der abgegebenen Stimmen. Nach seinem Sieg übernahm Fillon de facto auch die Führung der Partei, die Präsidentschaft blieb aber unbesetzt; Fillon scheiterte in der Präsidentschaftswahl im ersten Wahlgang, nachdem er monatelang als Favorit galt, ihm aber in der Endphase des Wahlkampfs eine Affäre um die Beschäftigung von Familienmitgliedern schadete.
Einen Tag nach seiner Amtseinführung, am 15. Mai 2017, ernannte der neue Staatspräsident, Emmanuel Macron, den republikanischen Bürgermeister von Le Havre und Abgeordneten der französischen Nationalversammlung, Édouard Philippe, zu seinem Premierminister. Es ist in Frankreich höchst ungewöhnlich, dass ein Präsident einen Politiker aus einer anderen Partei zum Regierungschef macht. Mit dieser Entscheidung wollte Macron ein Signal an das bürgerliche Lager senden, von dem er bisher nicht unterstützt wurde. Der Staatspräsident musste eine parlamentarische Mehrheit bei der Parlamentswahl im Juni 2017 erreichen, um seine Reformagenda durchsetzen zu können.
Der Generalsekretär der Republikaner, Bernard Accoyer, deutet zunächst an, dass man sich eine Zusammenarbeit mit dem liberalen Staatschef nach der Wahl vorstellen könnte. Außerdem erklärte er, dass Édouard Philippe auch weiterhin Mitglied der Partei bleiben dürfe. Ende Oktober 2017 wurden jedoch Philippe, Haushaltsminister Gérald Darmanin, Umweltstaatssekretär Sébastien Lecornu sowie die Abgeordneten Thierry Solère und Franck Riester aus ihrer Partei Les Républicains ausgeschlossen, weil ihnen vorgeworfen wurde, Macron und dessen Partei unterstützt zu haben. Riester gründete daraufhin mit einer Gruppe weiterer Abgeordneter der Républicains die Partei Agir, die für ein „konstruktives“ Verhältnis zur Regierung eintritt. Darmanin, Lecornu und Solère traten derweil der Präsidenten-Partei La République en Marche (LREM) bei, Philippe blieb parteilos.
Mit der Wahl von Laurent Wauquiez, dem kein aussichtsreicher Gegenkandidat gegenüberstand, zum neuen Parteichef im November 2017 vollzog die Partei einen deutlichen Rechtsschwenk. Bei seiner Wahl erklärte Wauquiez: „Die Rechte ist zurück.“ Der neue Parteichef gilt als Hardliner und wurde als Frankreichs neuer „Trump“ beschrieben. Die neue Positionierung erwies sich allerdings als wenig erfolgreich: Bei den Europawahlen im Mai 2019 musste die Partei einen deutlichen Rückschlag hinnehmen, sie erreichte nur noch 8,5 % der Wählerstimmen nach 20,8 % fünf Jahre zuvor. Am 1. Juni 2019 trat Wauquiez daraufhin als Parteivorsitzender zurück. Weitere prominente Mitglieder traten aus Les Républicains aus, darunter die Regionalpräsidentin der Île-de-France, Valérie Pécresse, sowie der ehemalige Premierminister Jean-Pierre Raffarin.
Die Partei LR wurde seit Oktober 2019 vom vormaligen Fraktionsvorsitzenden der Républicains in der Nationalversammlung, Christian Jacob, geführt. Seine Wahl zum LR-Vorsitzenden wurde als Distanzierung vom unter Wauquiez eingeschlagenen Kurs gewertet.
Nach der Wahlniederlage trat Jacob zurück; Annie Genevard war bis zur Wahl von Éric Ciotti am 11. Dezember 2022 Vorsitzende.
Ciotti trat bei seinem Wahlkampf mit dem Versprechen an, Laurent Wauquiez als Kandidaten für die Präsidentschaftswahl 2027 einzusetzen und somit keine Vorwahl zu organisieren.

### Parteikrise nach der Europawahl 2024
Staatspräsident Emmanuel Macron kündigte am 9. Juni 2024 nach der Wahl zum Europäischen Parlament, bei der das als rechtsextrem geltende Rassemblement National (RN) starke Stimmenzuwächse auf Kosten der bürgerlichen Parteien erzielte, eine vorgezogene Neuwahl der Nationalversammlung an. Die Républicains erhielten bei der Wahl lediglich 7,25 % der Stimmen. Der RN-Vorsitzende Jordan Bardella beanspruchte im Falle des Wahlsiegs das Amt des Premierministers. RN stellte dabei eine mögliche Zusammenarbeit mit den Républicains in Aussicht. Parteivorsitzender Eric Ciotti verhandelte ein Wahlbündnis mit der Führung des RN ohne vorherige Absprache mit seiner Partei; diese schloss ihn darauf umgehend aus. Ciotti focht den Parteiausschluss zunächst juristisch an; in Absprache mit dem RN kandidierte er aber mit eigenen Kandidaten in 62 Wahlkreisen in Konkurrenz zu den Républicains.
Die Partei bestellte Annie Genevard sowie François-Xavier Bellamy, Spitzenkandidat der Républicains bei den Europawahlen, und den Schatzmeister Daniel Fasquelle, interimistisch als Präsidium zu fungieren.
Am 18. Mai 2025 wählten die Parteimitglieder Bruno Retailleau zum neuen Vorsitzenden der Républicains. Retailleau, seit September 2024 Innenminister Frankreichs, setzte sich mit 74,31 % der abgegebenen Stimmen klar gegen seinen Mitbewerber Laurent Wauquiez durch.

## Parteistruktur

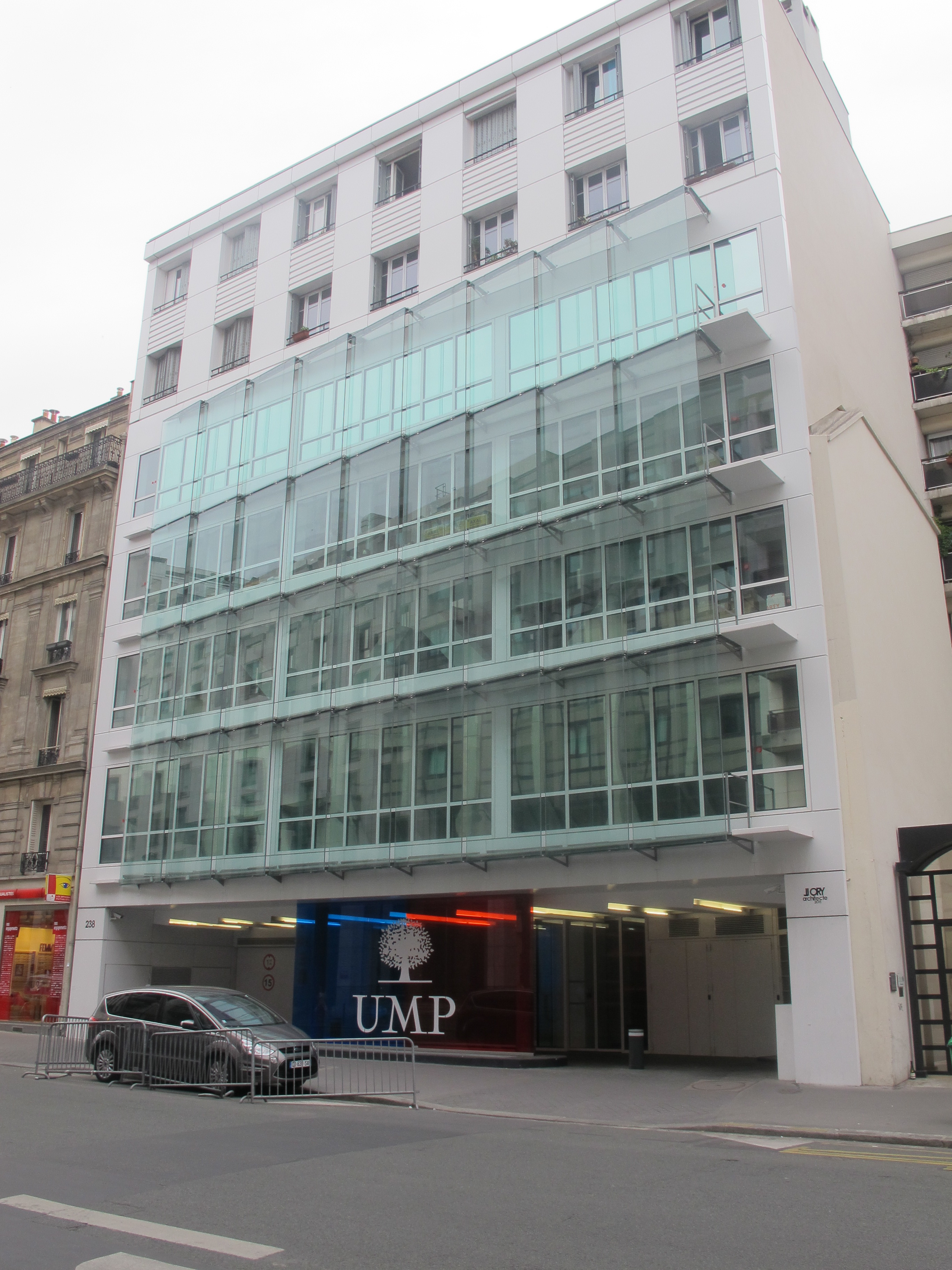
Ehemalige Parteizentrale (bis 2023) in der Pariser rue de Vaugirard

### Parteiführung: Parteipräsident, Generalsekretär, Präsidium des Parteirats, Sekretariat
Die Parteiführung unterscheidet sich je nachdem, ob die Partei den Staatspräsidenten stellt oder nicht. Ist dies nicht der Fall, wird die Partei vom Parteipräsidenten (président) geleitet. Dieser wird auf fünf Jahre von allen Mitgliedern in einer Urwahl bestimmt, in der Regel auf dem ersten Kongress, der einer Wahl des Staatspräsidenten folgt. Erreicht im ersten Wahlgang kein Kandidat die absolute Mehrheit, findet sieben Tage nach diesem ein zweiter Wahlgang mit den beiden Kandidaten statt, die im ersten Wahlgang die meisten Stimmen erreicht haben. Dem Parteipräsidenten steht ein Vizepräsident (Vice-président délégué) sowie ein Generalsekretär (Secrétaire Général) zur Seite. Beide werden von ihm vorgeschlagen und müssen vom Parteirat bestätigt werden. Der Parteipräsident steht allen Gremien der nationalen Ebene vor, ist für die Durchführung von deren Beschlüssen verantwortlich und vertritt die Partei nach außen sowie juristisch. Außerdem kann er Sanktionsmaßnahmen gegen Mitglieder verhängen. Der Generalsekretär ist für die Organisation der Parteiarbeit verantwortlich. Ihm stehen stellvertretende Generalsekretäre (Secrétaires Généraux adjoints) zur Seite, deren Zahl vom Parteivorstand bestimmt wird und die der Parteipräsident benennt.
Stellt die Partei den Staatspräsidenten, bleibt das Amt des Parteipräsidenten unbesetzt. Die Leitung der Partei wird dann einerseits von einem Generalsekretär und zwei stellvertretenden Generalsekretären wahrgenommen, die vom Parteivorstand gewählt werden; der Generalsekretär leitet in diesem Fall den Parteivorstand und vertritt die Partei nach außen und juristisch. Andererseits wird ein Präsidium des Parteirats (Bureau du Conseil National) gebildet, das aus einem ersten Vizepräsidenten und drei weiteren Vizepräsidenten besteht, die gemeinsam vom Parteirat gewählt werden. Der erste Vizepräsident leitet den Parteirat.
Für die Organisation der Parteiarbeit schlägt der Parteipräsident dem Parteivorstand die Benennung von Sekretären vor, die jeweils für ein Themengebiet oder für eine Aufgabe zuständig sind.
| Präsident                                                 | Beginn der Amtszeit | Ende der Amtszeit | Anmerkungen                                                           |
| --------------------------------------------------------- | ------------------- | ----------------- | --------------------------------------------------------------------- |
| Alain Juppé                                               | 17. November 2002   | 16. Juli 2004     | Rücktritt                                                             |
| Jean-Claude Gaudin                                        | 16. Juli 2004       | 28. November 2004 | kommissarisch                                                         |
| Nicolas Sarkozy                                           | 28. November 2004   | 14. Mai 2007      |                                                                       |
| Jean-Claude Gaudin                                        | 14. Mai 2007        | 7. Juli 2007      | kommissarisch                                                         |
| Jean-François Copé                                        | 19. November 2012   | 10. Juni 2014     | Rücktritt; bis November 2014 von einer Interimsführungsspitze ersetzt |
| Alain Juppé, Jean-Pierre Raffarin, François Fillon        | 10. Juli 2014       | 29. November 2014 | kommissarisch                                                         |
| Nicolas Sarkozy                                           | 29. November 2014   | 23. August 2016   |                                                                       |
| Laurent Wauquiez                                          | 23. August 2016     | 29. November 2016 | kommissarisch                                                         |
| unbesetzt                                                 | 29. November 2016   | 10. Dezember 2017 | Präsidentschaft de facto ausgeübt durch François Fillon               |
| Laurent Wauquiez                                          | 10. Dezember 2017   | 2. Juni 2019      |                                                                       |
| unbesetzt                                                 | 2. Juni 2019        | 13. Oktober 2019  | Führung durch den stellvertretenden Vorsitzenden Jean Leonetti        |
| Christian Jacob                                           | 13. Oktober 2019    | 30. Juni 2022     |                                                                       |
| Annie Genevard                                            | 30. Juni 2022       | 11. Dezember 2022 | kommissarisch                                                         |
| Éric Ciotti                                               | 11. Dezember 2022   | 12. Juni 2024     | Absetzung juristisch angefochten                                      |
| Annie Genevard, François-Xavier Bellamy, Daniel Fasquelle | 12. Juni 2024       | 18. Mai 2025      | kommissarisch                                                         |
| Bruno Retailleau                                          | 18. Mai 2025        |                   |                                                                       |

| Generalsekretär       | Beginn der Amtszeit | Ende der Amtszeit  | Anmerkungen                                                              |
| --------------------- | ------------------- | ------------------ | ------------------------------------------------------------------------ |
| Philippe Douste-Blazy | 17. November 2002   | 28. November 2004  |                                                                          |
| Pierre Méhaignerie    | 28. November 2004   | 25. September 2007 | ab 7. Juli 2007 mit erweiterten Rechten bei Vakanz des Parteipräsidenten |
| Patrick Devedjian     | 25. September 2007  | 5. Dezember 2008   | mit erweiterten Rechten bei Vakanz des Parteipräsidenten                 |
| Xavier Bertrand       | 8. Dezember 2008    | 17. November 2010  | mit erweiterten Rechten bei Vakanz des Parteipräsidenten                 |
| Jean-François Copé    | 17. November 2010   | 18. November 2012  | mit erweiterten Rechten bei Vakanz des Parteipräsidenten                 |
| Michèle Tabarot       | 19. November 2012   | 10. Juni 2014      |                                                                          |
| Luc Chatel            | 10. Juni 2014       | 29. November 2014  |                                                                          |
| Laurent Wauquiez      | 29. November 2014   | 15. Dezember 2015  | zum Vizepräsidenten ernannt                                              |
| Éric Woerth           | 15. Dezember 2015   | 29. November 2016  |                                                                          |
| Bernard Accoyer       | 29. November 2016   | 13. Dezember 2017  | mit erweiterten Rechten bei Vakanz des Parteipräsidenten                 |
| Annie Genevard        | 13. Dezember 2017   | 23. Oktober 2019   |                                                                          |
| Aurélien Pradié       | 23. Oktober 2019    | Januar 2023        |                                                                          |
| Annie Genevard        | Januar 2023         |                    |                                                                          |

### Parteivorstand(bureau politique)
Der Parteivorstand ist die politische Leitung der LR. Er besteht aus dem Parteipräsidenten, dem Vizepräsidenten, dem Generalsekretär und dem Schatzmeister, 80 vom Parteirat gewählten Mitgliedern (von denen 50 nationale Abgeordnete, 20 Gewählte auf subnationaler Ebene und 10 Vertreter der Parteigliederungen sein müssen) und 3 Mitgliedern der Jugendorganisation Jeunes Républicains. Kraft Amtes gehören dem Parteivorstand außerdem an, jeweils soweit sie Mitglieder der LR sind: Die ehemaligen Staatspräsidenten, der amtierende und die früheren Premierminister, die Präsident von Nationalversammlung und Senat, die Fraktionsvorsitzenden in Nationalversammlung, Senat und im Europaparlament (hier auch der Vorsitzende der Gruppe der UMP-Abgeordneten in der Fraktion der Europäischen Volkspartei), Präsident oder Vizepräsident des Europäischen Parlaments, Präsident oder Vizepräsident der Europäischen Volkspartei sowie die ehemaligen Parteipräsidenten. Mitglieder der Regierung und der Europäischen Kommission nehmen an den Sitzungen mit beratender Stimme teil.
Die Wahl der 80 Mitglieder des Parteivorstands durch den Parteirat erfolgt dort durch Blockwahl mit Listen bestehend aus genau 80 Personen, ohne Möglichkeit der Modifikation der Listen durch die Wählenden. Es können Listen vorgelegt werden, die nach den drei Gruppen (nationale Abgeordnete, sonstige Gewählte, Vertreter der Gliederungen) gruppiert sein müssen und jeweils abwechselnd Männer und Frauen aufführen müssen.

### Parteirat(Conseil National)
Der Parteirat ist das höchste Organ der Republikaner zwischen den Parteikongressen. Er ist insbesondere für die grundsätzlichen Entscheidungen über die politische Ausrichtung der Republikaner verantwortlich.
Der Parteirat tagt mindestens zwei Mal im Jahr. Kraft Amtes gehören ihm der Parteipräsident (der dem Parteirat vorsitzt) und der Vizepräsident, der Generalsekretär, der Schatzmeister, alle Parteimitglieder aus Regierung, Nationalversammlung, Senat und Europaparlament, die früheren Staatspräsidenten und Premierminister, die Präsidenten der Département- und Regionalräte und die Bürgermeister der Städte über 100.000 Einwohner, die Präsidenten, Sekretäre und Schatzmeister der Parteigliederungen in den Départements, den Vorsitzenden der Wahlkreisorganisationen und die Leiter der Jugendorganisation in den Départements an. Hinzu kommen Vertreter der Organisation der Auslandsfranzosen, der Organisation der Bürger der Europäischen Union, der verbundenen Organisationen, spezialisierter Parteigruppen (die z. B. für bestimmte Themengebiete oder Berufsgruppen gebildet werden können) sowie von den Gliederungen der Départements gewählte Delegierte. Die Zahl dieser Vertreter bestimmt jeweils der Parteivorstand.

### Parteikongress(Congrès)
Der Parteikongress ist das höchste Organ von Les Républicains. An ihm können alle Parteimitglieder mit Stimmrecht teilnehmen. Er entscheidet über die grundsätzliche politische Orientierung der Partei. Der Kongress findet einmal in den ersten vier Monaten nach Amtsantritt eines Staatspräsidenten und einmal zur Hälfte von dessen Amtszeit, also etwa alle zweieinhalb Jahre, statt.

### Nationale Investiturkommission (Commission national d'investiture)
Verantwortlich für die Auswahl der Kandidaten der Partei für staatliche Wahlen bis auf Départementswahlen und Kommunalwahlen in Gemeinden mit weniger als 30.000 Einwohnern ist eine nationale Investiturkommission, wie jeweils für eine Wahl vom Parteirat festgelegt wird. Dabei sind einige Parteimitglieder mit hohen Parteiämtern oder Mandaten von Amts wegen Mitglied der Kommission. Die Kommission hat ein exklusives Vorschlagsrecht gegenüber dem Parteirat, welcher dann die Kandidaten bestätigt.

### Jugendorganisation
Die Partei hat eine Jugendorganisation namens Les Jeunes Républicains.

### Subnationale Parteigliederungen
Unterhalb der nationalen Ebene bestehen Parteigliederungen für die Wahlkreise, Départements und Regionen.
Die Wahlkreisorganisation wird jeweils von einem Vorsitzenden geleitet, der von allen Mitgliedern im jeweiligen Wahlkreis gewählt wird. Der Vorstand des Wahlkreises besteht aus Mandatsträgern im jeweiligen Wahlkreis (unter anderem den Abgeordneten der Nationalversammlung, der Département- und Regionalräte und den Bürgermeistern) sowie weiteren, von den Mitgliedern gewählten Personen.
Der Vorstand in einem Département besteht aus Mitgliedern der Vorstände der Wahlkreisorganisationen. Der Vorsitzende der Gliederung wird in Urwahl gewählt. Neben dem Vorsitzenden amtiert im Département ein Sekretär, der auf Vorschlag des Parteipräsidenten vom Parteivorstand bestimmt wird. Der Vorstand bildet ein Präsidium aus dem Vorsitzenden der Gliederung, dem Gliederungssekretär und dessen Stellvertretern, dem Schatzmeister der Gliederung sowie den Ministern, Abgeordneten, Regional- und Départementratspräsidenten, dem Verantwortlichen der Jugendorganisation und den Vorsitzenden der Wahlkreisorganisationen. Der Départementsvorstand stellt die Kandidaten für die Kommunalwahlen in Gemeinden bis zu 30.000 Einwohner und für die Départementwahlen auf.
Der Vorstand der Regionalorganisationen besteht aus den Vorständen der Départementorganisationen.

## Wahlen

### Präsidentschaftswahlen: Modus der Kandidatenauswahl
Der Präsidentschaftskandidat der LR wird seit der Statutenreform 2015 in einer offenen Vorwahl (primaire) bestimmt. Bei dieser dürfen alle Franzosen wählen, die sich den Werten der LR zugehörig fühlen. Dafür müssen sich Wähler in eine Wahlliste eintragen, eine Erklärung abgeben, in der sie sich zu diesen Werten bekennen sowie einen Beitrag von 2 Euro für jeden Wahlgang leisten. Bewerber aus der LR müssen Unterstützungsunterschriften von 250 Mandatsträgern (darunter mindestens 20 Parlamentarier) aus mindestens 30 Départements sowie von 2.500 Parteimitgliedern aus mindestens 15 Départements vorlegen. Daneben können auch aus anderen Parteien als der LR Kandidaten nach den dort geltenden Regelungen vorgeschlagen werden. Gewählt ist im ersten Wahlgang der Bewerber, der mehr als 50 Prozent der Stimmen erhalten hat; erreicht dies kein Bewerber, findet eine Woche nach dem ersten Wahlgang eine Stichwahl zwischen den beiden Kandidaten mit den meisten Stimmen statt.
Die Wahl des Präsidentschaftskandidaten 2017 fand am 20. November 2016 statt. Als Bewerber traten François Fillon, Alain Juppé, Nicolas Sarkozy, Jean-François Copé, Nathalie Kosciusko-Morizet, Jean-Frédéric Poisson und Bruno Le Maire an. Von den meisten Beobachtern wurden allerdings nur den ersten drei realistische Chancen eingeräumt. Als Sieger gingen aus der ersten Wahlrunde François Fillon und Alain Juppé hervor, zwischen denen am 27. November 2016 eine Stichwahl erfolgen muss. Für viele die größte Überraschung war das schlechte Abschneiden von Nicolas Sarkozy, der nach Bekanntwerden des Ergebnisses seinen vollständigen Rückzug aus der Politik bekanntgab. Sarkozy und Bruno Le Maire riefen anschließend zur Unterstützung von Fillon auf. Die Stichwahl am 27. November 2016 gewann François Fillon mit deutlicher Mehrheit.
| Kandidat                   | Erster Wahlgang am 20. November | Erster Wahlgang am 20. November | Zweiter Wahlgang am 27. November | Zweiter Wahlgang am 27. November |
| Kandidat                   | Stimmen                         | %                               | Stimmen                          | %                                |
| -------------------------- | ------------------------------- | ------------------------------- | -------------------------------- | -------------------------------- |
| François Fillon            | 1.883.855                       | 44,1                            | 2.908.154                        | 66,5                             |
| Alain Juppé                | 1.220.382                       | 28,6                            | 1.466.407                        | 33,5                             |
| Nicolas Sarkozy            | 882.687                         | 20,6                            |                                  |                                  |
| Nathalie Kosciusko-Morizet | 109.305                         | 2,6                             |                                  |                                  |
| Bruno Le Maire             | 101.766                         | 2,4                             |                                  |                                  |
| Jean-Frédéric Poisson      | 62.135                          | 1,5                             |                                  |                                  |
| Jean-François Copé         | 12.750                          | 0,3                             |                                  |                                  |
| Alle gültigen Stimmen      | 4.272.880                       | 100,0                           | 4.387.549                        | 100,0                            |

### Nationale und Europawahlen: Modus der Kandidatenauswahl
Die Bestimmung von Kandidaturen für Wahlen auf nationaler Ebene und für die Europawahlen erfolgt durch eine zentrale Nominierungskommission (Commission nationale d’investiture), die aus dem Parteipräsidenten und dem Vizepräsidenten, dem Generalsekretär, dem für Wahlen zuständigen stellvertretenden Generalsekretär oder Sekretär und den Präsidenten sowie den Fraktionsvorsitzenden der Parlamente, beim Europäischen Parlament alternativ dem Vorsitzenden der Gruppe der LR-Abgeordneten. Die jeweils betroffene Parteigliederung wird in die Erarbeitung des Wahlvorschlags einbezogen. Beschlossen wird der Wahlvorschlag vom Parteirat.

### Bisherige Wahlergebnisse

#### Präsidentschaftswahlen
| Wahljahr | Kandidat         | Ergebnis erster Wahlgang | Ergebnis zweiter Wahlgang |
| -------- | ---------------- | ------------------------ | ------------------------- |
| 2002     | Jacques Chirac 1 | 5.665.855 (19,9 %)       | 25.537.956 (82,2 %)       |
| 2007     | Nicolas Sarkozy  | 11.448.663 (31,2 %)      | 18.983.138 (53,1 %)       |
| 2012     | Nicolas Sarkozy  | 9.753.629 (27,2 %)       | 16.860.685 (48,4 %)       |
| 2017     | François Fillon  | 7.212.995 (20,0 %)       |                           |
| 2022     | Valérie Pécresse | 1.679.470 0(4,8 %)       |                           |

#### Nationalversammlung
| Wahljahr | Ergebnis erster Wahlgang | Ergebnis zweiter Wahlgang | Sitze |
| -------- | ------------------------ | ------------------------- | ----- |
| 2002     | 8.620.070 (33,4 %)       | 10.029.762 (47,3 %)       | 358   |
| 2007     | 10.289.028 (39,5 %)      | 9.463.408 (46,4 %)        | 313   |
| 2012     | 7.037.268 (27,1 %)       | 8.740.628 (38,0 %)        | 194   |
| 2017     | 3.573.388 (15,8 %)       | 4.040.016 (22,2 %)        | 112   |
| 2022     | 2.370.811 (10,4 %)       | 1.447.838 0(7,0 %)        | 61    |

#### Senatswahlen
| Wahljahr | gewonnene Sitze | Sitze gesamt |
| -------- | --------------- | ------------ |
| 2004     | 61              | 155          |
| 2008     | 41              | 151          |
| 2011     | 56              | 132          |
| 2014     | 90              | 144          |

#### Wahlen zum Europaparlament
| Wahljahr | Stimmen            | Sitze |
| -------- | ------------------ | ----- |
| 2004     | 2.856.368 (16,6 %) | 17    |
| 2009     | 4.799.908 (27,9 %) | 29    |
| 2014     | 3.943.819 (20,8 %) | 20    |
| 2019     | 1.920.530 0(8,5 %) | 8     |
| 2024     | 1.794.171 0(7,3 %) | 6     |